# 에르난도 데 소토
에르난도 데 소토(스페인어: Hernando De Soto, 1495년경 ~ 1542년 5월 21일)는 스페인의 아메리카 탐험가이며 콩키스타도르로 지낸 것으로 더욱 잘 알려졌다. 그는 잉카 제국에 속하는 대지들을 포함한 중앙아메리카와 남아메리카의 일부들에 있는 많은 대지들을 정복하는 도움을 주었다. 그러나 탐험가이기도 한 데 소토는 오늘날 미국의 남동부에 있는 9개의 주들을 탐험하여 그것들을 지도에 정밀하게 표하였다. 역사는 미시시피강을 발견하여 건너는 데 처음으로 기록된 유럽인으로서 그의 위대한 성취를 인정한다.

## 어린 시절
에르난도 데 소토의 출생한 정확한 날짜는 알려지지 않았다. 그는 카스티야 왕국 헤레스 데 로스 카발레로스에서 1495년과 1501년 사이 즘에 태어났을 것이다. 이 곳은 에스트레마두라 지방에 있는 작은 촌이었다. 그의 부모는 프란시스코 멘데스 데 소토와 레오노르 아리아스 티노코였다. 그들은 소수의 귀족 계급으로 지내온 것으로 생각되어 그들이 부자 혹은 빈민도 아니었던 것을 의미하였다. 에르난도는 형 후안과 2명의 누이 동생 카탈리나와 마리아를 두었다. 어린 에르난도는 수학과 역사를 포함했던 표준 교육을 받았다. 그의 부모는 그가 성직자 혹은 변호사가 되기를 희망하였으나 데 소토는 모험에 더욱 흥미를 가졌다. 에르난도는 자신의 형 후안이 맏아들로서 부모가 사망한 후 그들의 대지와 돈을 물려받을 것 때문에 교역을 배우는 데 필요하였다. 에르난도는 아무것도 얻지 않았다. 1514년 데 소토는 부친에 의하여 스페인 세비야로 보내졌다. 여기서 어린 데 소토는 페드로 아리아스 데 아빌라 (페드리아스 다빌라로도 알려짐)로 불린 남성을 위하여 일하기 시작하였다. 데 아빌라 아래 에르난도 데 소토는 모험을 위하여 거리의 장소들로 항해하는 데 자신의 첫 기회를 얻으려고 하였다. 그해 데 소토는 신세계로 데 아빌라의 원정에 가입하였다.
또한 이 여행에 자신의 오늘날 미국의 남서부의 탐험들로 유명하게 된 남자 프란시스코 바스케스 데 코로나도가 있었다. 데 아빌라는 중앙아메리카가 된 곳에 파나마 다리엔의 새로운 총독으로 임명되었다. 이 대지는 이전에 콩키스타도르 바스코 누녜스 데 발보아에 의하여 정복되었다. 데 아빌라의 선원들은 20척의 항선과 대략 200명의 사람들과 함께 4월 11일 항해를 세웠다. 그들은 대서양을 가로질러 중앙아메리카의 열대 우림에 상륙하였다. 그 일은 거기에 도달하는 데 대략 2개월이 걸렸다. 이 지역들은 이미 스페인인들과 충돌한 원주민들에 의하여 거주되었다. 이 충돌들은 보통 스페인의 군인들이 원주민을 노예로 만들고 살해한 것에 결과를 가져와 원주민들이 그들을 두려워 하였다. 에르난도 데 소토도 또한 치명적인 침략들에 가담하였다. 데 소토는 원주민들을 상대로 많은 급습들을 이끌었고, 용감한 군인으로서 그의 명성이 자라났다. 그는 1520년 경에 대위가 되었다. 데 아빌라의 대표로서 데 소토는 대지와 보물을 발견하는 데 중앙아메리카를 탐험하는 데 허용되었다. 1520년대에 그가 탐험한 지역들 중에는 오늘날 코스타리카와 온두라스였다. 1524년 데 소토는 니카라과를 정복하였고, 곧 레온의 시장으로 만들어졌다. 그러나 데 소토는 오랫동안 만족하지 않았다. 그는 아직도 더 많은 모험을 원하였다. 프란시스코 피사로가 남아메리카의 태평양 북서 해안의 탐험을 계획하고 있었다는 것을 그가 배웠을 때 이 기회가 왔다.

## 항해들

### 주요 항해

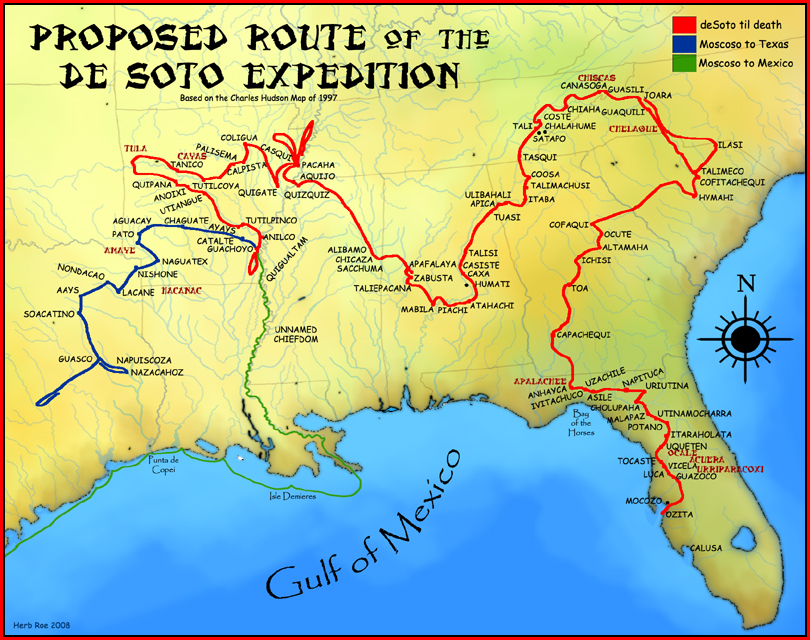
데 소토의 북아메리카 탐험을 보여주는 지도

1530년 데 소토는 중앙아메리카와 남아메리카의 더 많은 지역을 탐험하는 데 피사로의 원정과 함께 계약을 맺었다. 데 소토는 1531년 니카라과를 떠나 곧 페루에서 피사로에 가입하였다. 이때 대지는 잉카 제국에 의하여 거주되었다. 다음 몇년 동안 데 소토는 잉카 문명의 정복에 거대한 역할을 하였다. 스페인인들이 최고의 무기들을 가졌을 뿐만 아니라 재앙과 질병이 잉카 제국에 감염시켜 그들의 군대 수가 떨어지는 원인을 일으켰다. 그들은 잉카의 추장 아타후알파를 사로 잡았고, 피사로는 잉카의 지배자로 자신의 대표로서 데 소토를 뽑았다. 아타후알파는 거대한 부유를 가져 자신의 자유를 얻는 데 데 소토와 스페인인들에게 많은 금과 은을 주었다. 그러나 피사로가 어쨌든 그를 처형시켰고, 그들은 자신들을 위하여 부유를 간직하였다. 이 후에 데 소토는 잉카 제국의 수도 쿠스코로 행렬하여 들어가 정복하였다. 그는 이 도시에 들어가는 데 첫 유럽인이었다. 그는 도시를 정복하여 자신을 위하여 많은 부유를 주장하였다. 이제 매우 부자가 된 데 소토는 1535년 페루로부터 항해하여 1536년 다시 한번 스페인에 도달하였다.
스페인에서 자신의 시간 동안 그는 데 아빌라의 딸 이사벨 데 보비야와 결혼하였다. 스페인에서 새로운 인생과 저택을 가짐에 불구하고, 데 소토는 안절부절 하였다. 그는 피사로처럼 총독이 되기를 원하였다. 그는 에콰도르, 과테말라 혹은 콜롬비아에서 대지들을 위하여 황제 카를 5세를 청원하였다. 이 전부의 요청들은 거절되었다. 그러나 황제는 곧 그에게 라 플로리다로 가서 정복하여 영토를 다스리는 데 권리를 부여하였다. 이 지역은 결국적으로 오늘날 우리가 아는 플로리다주가 되었다. 다음 몇년간 데 소토와 그의 부하들은 미국의 남동부가 된 곳을 탐험하러 갔다. 데 소토는 1538년 4월 자신의 기함 산크로스토발 (San Critóbal)호에 스페인을 떠났다. 그는 대략 600명의 남성들과 다수의 말, 개와 돼지를 데려갔다. 데 소토는 쿠바 아바나의 총독직이 부여되었다. 그들은 식민지의 통치를 차지하는 데 거기에 멈추었다. 원정은 1539년 5월 18일 라 플로리다를 위하여 항해하여 5월 25일 오늘날 탬파베이 근처에 상륙하였다. 그들은 북부로, 그러고나서 북서부로 이동하기 시작하였다. 그들은 가을 초순에 오늘날 탤러해시 근처에 안하이카의 아파치족 촌에 멈추었다. 그들은 겨울을 통하여 여기에 머물렀다. 그 일은 데 소토의 원정이 지속되는 데 몇달 전이었을 것이다.

### 그 후의 항해

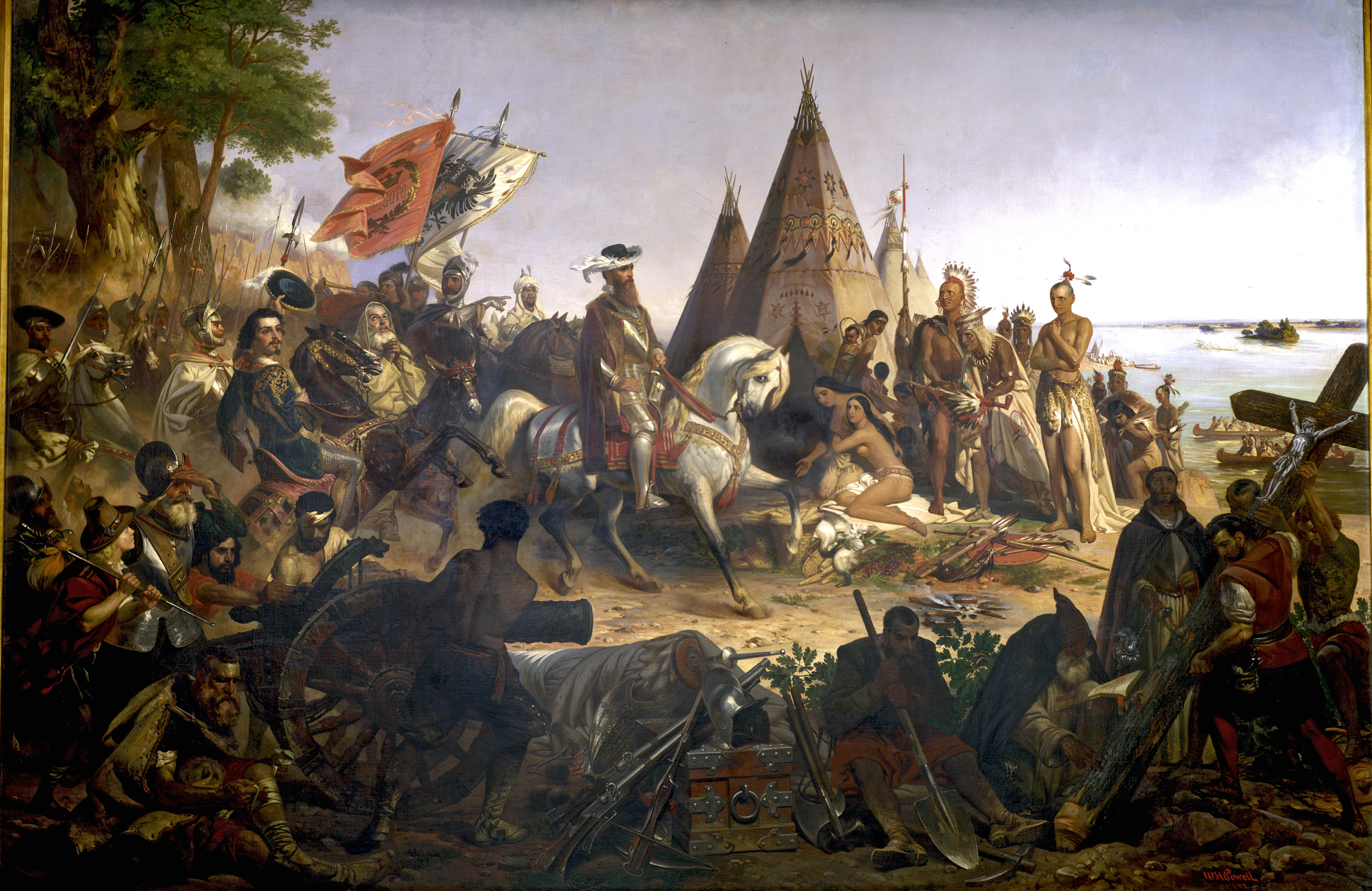
데 소토의 미시시피강 발견

그들은 1540년 봄에 한번 더 자신들의 탐험 여행을 시작하였다. 데 소토와 그의 조가 다시 출발했을 때 그들은 오늘날 조지아주를 향하여 더욱 북동부로 이동하였다. 이 후에 캐롤라이나 지방으로 알려진 것이 왔다. 그들은 곧 오늘날 테네시주로 들어가 애팔래치아산맥을 건너 테네시강 유역을 찾아냈다. 금을 찾지 않은 그들은 남부로 돌려 오늘날 앨라배마주로 향하였다. 그들은 오늘날 모빌로 알려진 모빌라로 불린 촌에 도착하여 거기에 살았던 인디언들과 싸웠다. 후에 그들은 앨라배마주의 밖으로 북서부로 돌려 오늘날 미시시피주로 들어갔다. 여기서 스페인인들이 인디언들과 싸웠던 또다른 전투가 일어났다. 곧 후에 그들은 야영지를 만들고 미시시피에서 겨울을 보냈다. 그들은 몇달 후에 지속적으로 원정하였고, 1541년 5월 데 소토와 그의 부하들은 미시시피강에 왔다. 그들은 뗏목을 만들어 강을 건넜다. 데 소토와 그의 원정은 강력한 미시시피강을 보고 건너는 데 첫 유럽인들이 되었다.

## 이후의 세월과 사망
강을 건넌 후, 원정은 오늘날 아칸소주로 향하였다. 그들은 금과 다른 미네랄 부유들을 찾는 데 아칸소에서 다음해를 보내려고 하였다. 아무것도 찾지 않은 그들은 곧 미시시피강으로 돌아와 건너갔다. 강을 건너 멀리 않은 후에 데 소토는 열이 나고 병에 걸렸다. 전혀 회복하지 못한 데 소토는 1542년 5월 21일 오늘날 루이지애나주 페러데이에서 사망하였다. 그의 선원들은 자신들의 두려움 없는 지도자 없이 지속적으로 항해하여 결국적으로 누에바에스파냐 (오늘날 멕시코)에서 스페인의 정착지에 도달하였다.

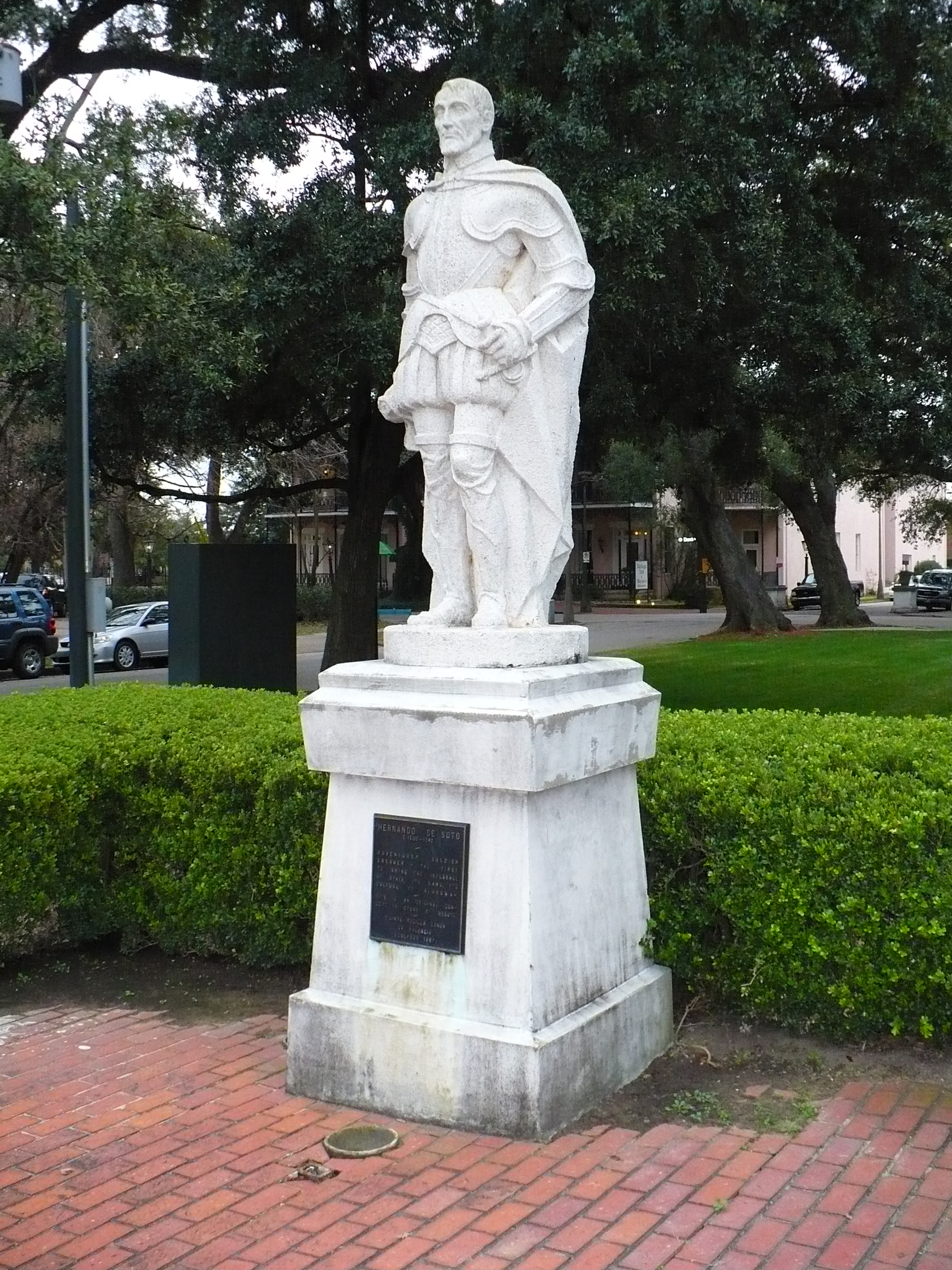
미국 앨라배마주 모빌에 있는 데 소토의 동상

## 유산
에르난도 데 소토의 원정은 북아메리카의 내륙을 탐험하는 데 스페인인들에 의하여 만들어진 가장 정교한 노력들 중의 하나였다. 데 소토의 탐험과 그의 부하들은 오늘날 미국의 남부 절반의 대부분을 통하여 탐험하는 데 처음이었다. 그는 거대한 미시시피강을 발견하여 건너는 데 첫 유럽인으로서 명성을 얻었다. 그 것은 스페인의 탐험가에 의하여 만들어진 불행한 부정적인 영향을 주목하는 데 중요하다. 데 소토와 그의 부하들에 의하여 충돌한 원주민들은 자신들이 면책이 없었던 것으로 홍역, 천연두와 수두 같은 유럽인들의 병들로 노출되어 아메리카 원주민들 사이에 엄청난 인명 손실을 일으켰다. 그럼에 불구하고, 데 소토의 지도와 기록들은 신세계에 관하여 유럽의 상식으로 거대하게 추가된 것 뿐만 아니라 유럽인들의 도착에 앞서 아메리카 원주민들의 관습과 문화에 정보를 마련하기도 하였다.